# フリードバーグ・ナンバリング
フリードバーグ・ナンバリング（英: Friedberg numbering）は帰納的関数や帰納的可算集合の単射なナンバリング（枚挙）をいう。
このようなナンバリングの存在は1958年にリチャード・フリードバーグによって0'-優先法を用いて示された（Friedberg, 1958）。マルティン・クンマーは優先法を用いない構成法を与えた（Kummer, 1990）。

## 性質
Padding lemma により アクセプタブル・ナンバリングは単射ではない。もっといえば任意の帰納的関数は可算無限個の指標を持つ。したがってフリードバーグ・ナンバリングはアクセプタブルでない。
Smn定理の成立するナンバリングはアクセプタブルである。したがってフリードバーグ・ナンバリングに対してはSmn定理が成立しない。クリーネの再帰定理も同様。このことを見るためにフリードバーグ・ナンバリング {\displaystyle \varphi } に対して再帰定理が成立すると仮定しよう。そこで {\displaystyle f(x)=x+1} なる全域帰納的関数を考える。すると再帰定理より {\displaystyle \varphi _{e}=\varphi _{f(e)}} なる自然数 {\displaystyle e} が存在するはずである。ところが対応 {\displaystyle i\mapsto \varphi _{i}} は単射であるから {\displaystyle e=f(e)} でなければならない。すなわち {\displaystyle e=e+1} が成り立つ。これは不合理。
アクセプタブル・ナンバリングに対してはライスの定理が成立する。例えば2つの自然数が同じ関数の指標であるかは決定不能である。ところがフリードバーグ・ナンバリングは単射なので、2つの自然数が同じ関数の指標であるかは決定可能である。したがってフリードバーグ・ナンバリングに対してはライスの定理が成立しない。
ナンバリング（の同値類）の全体は還元可能性によって上半束の構造を持つ。これをロジャース半束（英: Rogers' semilattice）という。いま {\displaystyle \varphi } をフリードバーグ・ナンバリングとする。また {\displaystyle \psi } を {\displaystyle \varphi } に還元可能なナンバリング、{\displaystyle f} をその還元関数とする。すなわち {\displaystyle \psi _{i}=\varphi _{f(i)}} である。そこで {\displaystyle g(i)=\mu j.(f(j)=i)} なる帰納的関数を考える。 {\displaystyle \varphi } は全単射であること、また {\displaystyle \psi } は全射であることより、{\displaystyle f} は全射でなければならない。ゆえに {\displaystyle g} は全域的である。 {\displaystyle \psi _{g(i)}=\varphi _{f(g(i))}=\varphi _{i}} であるから、 {\displaystyle \varphi } は {\displaystyle \psi } に還元可能である。 したがって {\displaystyle \varphi } は還元可能性に関して極小である。
標準的なナンバリングからフリードバーグの方法で得られるフリードバーグ・ナンバリングのほかに、還元可能性の意味で同値でない別のナンバリングが存在する（Pour-El, 1964）。したがってロジャース半束は束ではない。というのも、このことと上の結果とを考え合わせると、比較不能な2つの極小元が存在することになり、それらの交わり（下限）は存在しないからである。